# Fantastica
Pour plus de détails, voir Fiche technique et Distribution.
Fantastica est un film québécois réalisé par Gilles Carle sorti en 1980. Le film a été le film d'ouverture du prestigieux Festival du film de Cannes en 1980.

## Synopsis
Une troupe de comédie musicale se déplace à travers la province de Québec. Lorca (Carole Laure) en est la vedette principale et son amant (Lewis Furey), le compositeur et directeur de la troupe. La rencontre d'un vieil ermite écologiste (Serge Reggiani) permet à Lorca de concilier ses aspirations d'artiste et de femme dans un monde où la nature a ses droits.

## Fiche technique
- Titre : Fantastica
- Réalisation : Gilles Carle
- Musique : Lewis Furey
- Producteurs : Aimée Danis, Éric Fournier, Charline Ascaso et Guy Fournier
- Langue : français
- Durée : 110 minutes
- Date de sortie :
  - Canada : 31 octobre 1980

## Distribution
- Claudine Auger : Johanne McPherson
- Claude Blanchard : Hector
- Carine Carlier : Liliane
- Denise Filiatrault : Emma
- Lewis Furey : Paul
- Carole Laure : Lorca
- Serge Reggiani : Euclide Brown
- John Vernon : Jim McPherson
- Luc Senay
- Gilbert Sicotte